# Área de Conservação da Paisagem de Valgejärve
A Área de Conservação da Paisagem de Valgejärve é um parque natural situado no condado de Harju, na Estónia.
A sua área é de 723 ha.
A área protegida foi designada em 1981 para proteger Valgejärv e os seus arredores. Em 2005, a unidade de conservação foi reformulada para área de preservação paisagística.